# سباق كاديل ايفانز 2025
سباق كاديل ايفانز 2025 (بالإنجليزية: 2025 Cadel Evans Great Ocean Road Race) هو سباق دراجات هوائية من فئة  1.1، وهو الموسم التاسع من سباق كاديل ايفانز، وأقيم في 2 فبراير 2025 ضمن سباقات طواف العالم للدراجات 2025.
فاز بالمركز الأول ماورو شميد، وفاز بالمركز الثاني آرون جيت، وفاز بالمركز الثالث Laurence Pithie ‏.

## الفرق
| فرق عالمية (12)- Groupama-FDJ - EF Education-EasyPost - Team Jayco AlUla - Intermarché-Wanty - Red Bull-BORA-hansgrohe - Soudal Quick-Step - Cofidis - Movistar Team - Team Picnic-PostNL - Ineos Grenadiers - Lidl-Trek - XDS Astana Team فريق برو- Israel-Premier Tech فريق وطني- فريق أستراليا لركوب الدراجات للرجال‏ |  |
| |  |

## التصنيف العام النهائي
| التصنيف العام         | التصنيف العام      | التصنيف العام           | التصنيف العام | التصنيف العام |
| العداء                | العداء             | الفريق                  | الوقت         |               |
| --------------------- | ------------------ | ----------------------- | ------------- | ------------- |
| 1                     | ماورو شميد         | Team Jayco AlUla        | 4 س 26 د 07 ث |               |
| 2                     | آرون جيت           | XDS Astana Team         | + 3 ث         |               |
| 3                     | Laurence Pithie ‏   | Red Bull-Bora-Hansgrohe | + 3 ث         |               |
| 4                     | خافيير رومو ‏       | Movistar Team           | + 3 ث         |               |
| 5                     | Andrea Bagioli ‏    | Lidl-Trek               | + 3 ث         |               |
| 6                     | كوربين سترونغ      | Israel-Premier Tech     | + 3 ث         |               |
| 7                     | ماغنوس شيفيلد      | Ineos Grenadiers        | + 3 ث         |               |
| 8                     | Rémy Rochas ‏       | Groupama-FDJ            | + 3 ث         |               |
| 9                     | Oscar Onley ‏       | Team Picnic-PostNL      | + 3 ث         |               |
| 10                    | Finn Fisher-Black ‏ | Red Bull-Bora-Hansgrohe | + 8 ث         |               |
|                       |                    |                         |               |               |
| مصدر: ProCyclingStats |                    |                         |               |               |

## وصلات خارجية
- لمحة عن سباق سباق كاديل ايفانز 2025 على موقع  ProCyclingStats   (برو  سايكلنج  ستاتس) - إحصاءات  محترفي  الدراجات.
- سباق كاديل ايفانز 2025 على موقع إحصائيات الدراجات الإحترافية (الإنجليزية)